# خولیو سزار چاوز جونیور
خولیو سزار چاوز جونیور (انگلیسی: Julio César Chávez Jr.؛ زادهٔ ۱۶ فوریهٔ ۱۹۸۶) بوکسور اهل مکزیک است.